# Lev Gatovsky
Lev Markovich Gatovsky (26 de julio de 1903 – 18 de abril de 1997) fue un economista soviético, notable por ser uno de los primeros en  desarrollar un marco teórico conceptual que permitiera el análisis de la naturaleza del proyecto socialista, en ese entonces surgido en la Unión Soviética, enfocándolo desde la perspectiva la economía política. Más adelante, fue Miembro Correspondiente RAS  del Instituto de Economía de la Academia de Ciencias de Rusia, ejerciendo como su director desde los años 1965 a 1971. Durante la Segunda Guerra Mundial, y  27 miembros del instituto, incluyéndole a él, se ofrecieron como voluntarios en la 21.ª División de Infantería del ejército soviético.

## Definiendo la Unión Soviética
El primer intento en definir y establecer un marco teórico para el estudio de la economía soviética se le atribuye a Eugene Preobrazhensky, en su artículo "New Economics" de 1925.

### El enfoque de Gatovsky

#### Problemas de metodología[6]
La industria soviética logra equiparar los niveles de crecimiento y de desarrollo anteriores al conflicto bélico en los últimos años de lo que se denomina la Nueva Política Económica (NEP). Esto mismo evidenciaba la necesidad de promover la industrialización urgentemente. A su vez, el enfoque teórico de los académicos soviéticos respecto a la naturaleza de la economía soviética también evidenció un notable cambio. Los planteamientos expuestos anteriormente usaban como base dos supuestos fundamentales:
- La economía operaba bajo la influencia de dos "leyes" clave: la ley del mercado y el valor que este otorga, o el de la economía planificada y su enfoque socialista.
- El mercado como árbitro principal en la dualidad entre la planificación central (o economía planificada) y las fuerzas económicas espontáneas. Dado que este representa la demanda real de la población

No obstante, tuvo lugar un cambio en la opinión compartida por la mayoría: la planificación nacional, anteriormente vista como herramienta correctora de la dinámica del mercado, ahora se convertía en su base fundamental. De esta forma, los objetivos a cumplir por la industria soviética se establecían primero, y luego el mercado se corregía esas mismas estimaciones. 
El "plan nacional" se aceptó y aplicó en la economía soviética como un mecanismo regulador único. En 1930, Gatovsky resumió los principios fundamentales de esta nueva economía soviética en su artículo "Los problemas metodológicos de la teoría de la economía soviética": Presentado originalmente en la publicación Planned Economy (número 4), este identificaba la visión predominante entre los economistas soviéticos en vísperas del transformador primer plan quinquenal. El argumentario de Gatovsky se puede exponer en varios puntos específicos
- La economía soviética es definida en el plan económico nacional como la "intervención estatal organizada en la estructura y funcionamiento de toda la economía nacional".
- Es por ello que los diseñadores de las políticas deben de incluir tanto las limitaciones materiales inherentes a la planificación como la dependencia del plan a la etapa de desarrollo en que se encuentren las fuerzas productivas de la economía.
- Aquellos encargados de la organización no pueden ignorar las distintas formas de trabajo social (los niveles de desarrollo tecnológico y cultural de la población), y las características que surgen en cualquier fase transicional.

La economía soviética se podría definir como socialista dado que:
- Incluso con el nuevo cambio de paradigma, sigue resultando una tarea ardua alinear las actividades y/o necesidedades sociales, con aquellas las de las fuerzas productivas. En otras palabras, es necesario ajustar los planes en consecuencia. La estructura de clases de la sociedad soviética contradice muchos de los supuestos de las leyes económicas tradicionales. Los mecanismos de mercado, fijación de precios y monetarios deben cumplir ahora con otros objetivos y con nuevos mecanismos de transmisión.
- Los elementos naturales del plan adquieren ahora una mayor importancia, dado que estos priorizan e indican el contenido sustantivo sobre la esencia monetaria de la economía. Por eso mismo, la existencia de un el plan 'financiero' paralelo (finplan) que no se alinea completamente con el plan base socialista parece evidenciar que el plan paralelo no es verdaderamente socialista. Se deben minimizar los aspectos monetarios innecesarios y la planificación se ha de producir en "formas materiales naturales".

Y sus principales características metodológicas deben:
- Negar acciones "voluntaristas" y de carácter "teleológico". La economía soviética ha de estar constituida también por elementos únicos que no pueden atribuirse únicamente a consideraciones de ingeniería o puramente técnicas.
- Tener en cuenta la naturaleza distintiva de las relaciones económicas soviéticas. Ya que estas no se alinean ni con los principios capitalistas de mercancías ni con los de una economía socialista plenamente desarrollada.
- Usar la planificación estatal como herramienta predominante en el diseño de sus relaciones económicas.

El primer punto clave en el marco teórico propuesto por Gatovsky sería entonces que, la planificación económica soviética, como principal/única fuerza reguladora, no es equiparable a las formas tradicionales de planificación. Y, en segundo lugar, priorizando el enfoque tradicional, Gatovsky remarca la esencia "natural" de la planificación, como rechazo directo a las expresiones monetarias típicas de las economías no socialistas.

#### Problemas de definición
En su "Proyecto de Programa sobre la Teoría de la Economía Soviética" (1931) publicado en la revista Planovoye Khozyaistvo, Gatovsky aportó su contribución a la cuestión fundamental de si la economía soviética podría ser definida como "socialista". 

Un análisis realizado por J. Miller sobre este documento señala que el tono, enfoque y fuentes utilizadas por Gatovsky variaron significativamente entre las distintas secciones del borrador, mostrando una crítica más aguda en la primera parte del mismo.
"Existe, sin embargo, una marcada diferencia de tono entre las diferentes partes o aspectos de su borrador. Para el período anterior a 1929, se basa en la teoría marxista general y en los desarrollos particulares que Lenin hizo de ella, y para las luchas en todos los campos (político, económico e intelectual) antes de 1929, es notable que los análisis que ofrece, aunque bastante consistentes con el resto de su borrador, recapitulan las formulaciones del período de intensa lucha política (dentro y fuera del partido) y penurias, de modo que en relación con algunas de sus declaraciones posteriores parecen más descriptivas que analíticas, y la lógica es más ideológica que filosófica. Sin embargo, esta apariencia es en parte engañosa, ya que estos análisis proporcionan las líneas básicas de interpretación y análisis para el período posterior. Cuando Gatovsky llega a su propio período, el tratamiento es más completo y considera más aspectos de la situación."
El análisis que Gatovsky hace más adelante sobre la situación durante su propia época aparenta ser más completo a ojos de Miller:
"Por ejemplo, la jerga y las incertidumbres del debate político actual aparecen en títulos como 'Los koljosianos como apoyo real de la agricultura en la agricultura socialista bolchevique'. También están las declaraciones de generalización económica en términos marxistas, es decir, 'una nueva relación de fuerzas de clase', 'el predominio del sector socialista en toda la economía'. Hay también un análisis lógico dialéctico formal que identifica la última etapa de la NEP como la cara negativa del proceso y la entrada al socialismo como la cara positiva del mismo proceso, y se refiere a los 'momentos básicos' de este período y su 'estudio especial'. Otros títulos exigen un estudio de la distinción entre los conceptos de 'fundación de la economía socialista' y 'conclusión de la economía socialista', y esto lleva directamente a las 'características básicas del plan económico nacional para 1931 como plan para completar la construcción de las bases de la economía socialista'. Estos puntos se agrupan luego bajo el título 'resolución del problema de quién será el dueño en la economía nacional en su conjunto'."

## Trabajando en el Instituto[9]
En 1930, se estableció el Instituto de Economía en la Academia Comunista, surgida de las Secciones Económicas y Cooperativas del Instituto de Economía de la Asociación Rusa de Institutos de Investigación en Ciencias Sociales (RANION), al que pertenecía originalmente. Y dirigido por el Doctor en Economía M.A. Vilensky. 
En 1965 se creó un nuevo departamento dirigido por Gatovsky, quien actuó como miembro correspondiente de la Academia de Ciencias de la URSS. A él pertenecían otros economistas destacados, como O.I. Volkov, S.I. Golosovsky, Yu. A. Zykov, K.I. Klimenko, N.K. Kulbovskaya, G.A. Lakhtin, D.S. Lvov, D..Palterovich, S.V. Pirogov, I.V. Rachel, G.S .Salibekov, K.I. Taxir, V.G. Felzenbaum, S.A. Heineman, entre otros.
"Su actividad se dirigió principalmente al estudio teórico de los problemas de la reconstrucción socialista de la economía nacional de la URSS, al mayor desarrollo de la economía política Marxista-Leninista, a la lucha contra la ideología burguesa y a la denuncia de los conceptos de 'Desviaciones de Derecha e Izquierda". Estudió las cuestiones fundamentales de la economía política marxista y la etapa Leninista de su desarrollo, los problemas del contenido y el método de la "teoría de la economía soviética" (como se la llamaba entonces la teórica). fundamentos de la planificación y gestión de la economía soviética, la industrialización socialista, la reconstrucción técnica de la industria, la reestructuración socialista de la agricultura, los problemas de las relaciones entre la ciudad y el campo, etc. [...] Los primeros libros de texto Marxista-Leninistas para instituciones de educación superior fueron preparados y publicados, teniendo en cuenta la práctica de la construcción socialista."
El Instituto desarrolló la "Metodología Estándar para Determinar la Eficiencia Económica de las Inversiones de Capital", utilizado en la práctica de la planificación de inversiones de capital y el diseño empresarial. Uno de los principales resultados del trabajo sobre la economía de la industria y el comercio fue el libro "Economía política", publicado en 1954 bajo la dirección de Gatovsky, K.V. Ostrovityanova y otros. Aunque originalmente fue diseñado para estudiantes, tuvo un impacto notorio en todos los círculos económicos del momento.
En 1968 tuvo lugar en Moscú la Comisión Permanente del CAME para la Coordinación de la Investigación Científica (1971-1975). Se celebró un simposio internacional de científicos y especialistas de países pertenecientes a la Comisión bajo el lema "Gestión, planificación y organización de la investigación científica y técnica". En la sesión plenaria Gatovsky presentó un informe titulado "El mecanismo económico de conexión entre ciencia y producción” (1968).
Los colaboradores de Gatovsky buscaron integrar de manera coherente las prácticas de gestión con la teoría. Su enfoque se centró en el desarrollo de las relaciones de mercado, la producción de mercancías, la ley del valor y la democracia económica, entre otros aspectos. Durante el estudio de estas categorías, el instituto acumuló experiencia en el análisis de la economía socialista, lo que condujo a la conclusión de la necesidad de una profunda reforma en los métodos de formación económica, en el mecanismo operativo económico en su totalidad y en todo el sistema de gestión económica.
No obstante, la interpretación propuesta del socialismo se tornó tan disonante respecto a la versión oficial que en 1971 el Instituto fue objeto de críticas por parte de las autoridades políticas y se tomaron medidas organizativas, lo que resultó en una "reorganización" del instituto que implicó la degradación de Gatovsky y otros colaboradores.